# 1807 Slovakia
1807 Slovakia eller 1971 QA är en asteroid i huvudbältet som upptäcktes den 20 augusti 1971 av den slovakiske astronomen Milan Antal vid Observatórium Skalnaté pleso. Den är uppkallad efter det europeiska landet Slovakien.
Asteroiden har en diameter på ungefär 9 kilometer.